# Quercus gambelii
Espèce
Statut de conservation UICN

 LC  : Préoccupation mineure
Quercus gambelii est un petit chêne caduc présent à l’état naturel en Amérique du Nord. Aux États-Unis, l’arbre porte le nom de Gambel oak et son nom latin provient du botaniste américain William Gambel (1823-1849).

## Répartition géographique
L’arbre est présent dans des régions élevées du sud-ouest des États-Unis et du nord-ouest du Mexique à des altitudes de 1000 à 3 000 m. Les régions ont des précipitations annuelles comprises entre 300 et 600 mm.

### Habitat

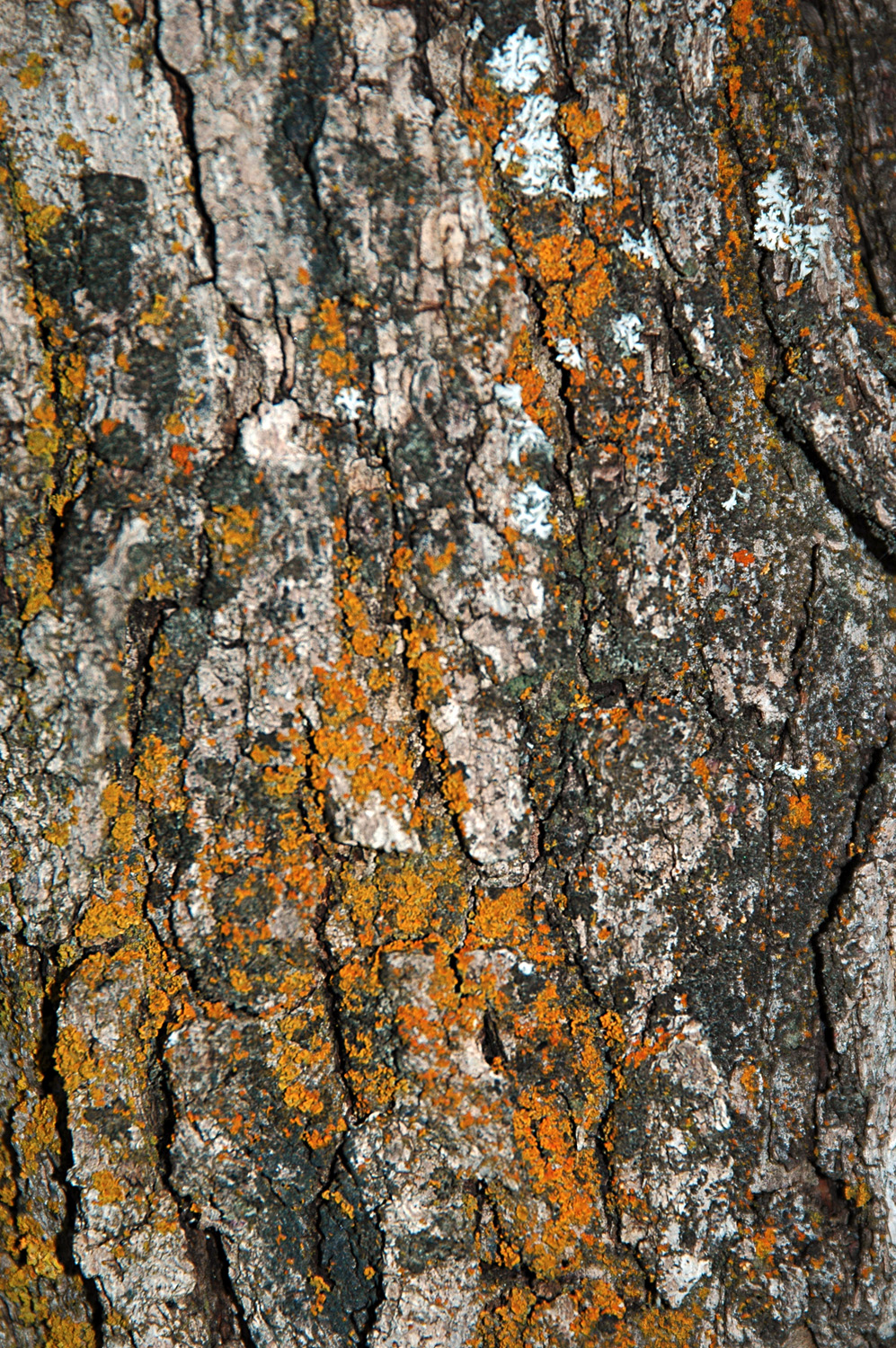
Tronc d’un chêne adulte.

Cette espèce de chêne apprécie les zones exposées au soleil où le sol calcaire peu profond est composé de roches et où la compétition avec d’autres arbres est limitée. Il apprécie également les sols plus riches mais il doit alors faire face à d’autres concurrents. Il est adapté pour les régions qui ont des printemps humides et des étés secs et chauds. Ces régions sont parfois en proie à des incendies et le chêne se remet rapidement des dégâts en repartant de ses racines. L’arbre est une source très importante de nourriture pour plusieurs espèces d’animaux. Les glands sont cachés par les écureuils pour mieux passer l’hiver. Le papillon Hypaurotis crysalus dépend de l’arbre car ses chenilles se nourrissent uniquement de ses feuilles. Les Amérindiens de ces régions se nourrissaient également des glands de ce chêne.

## Description

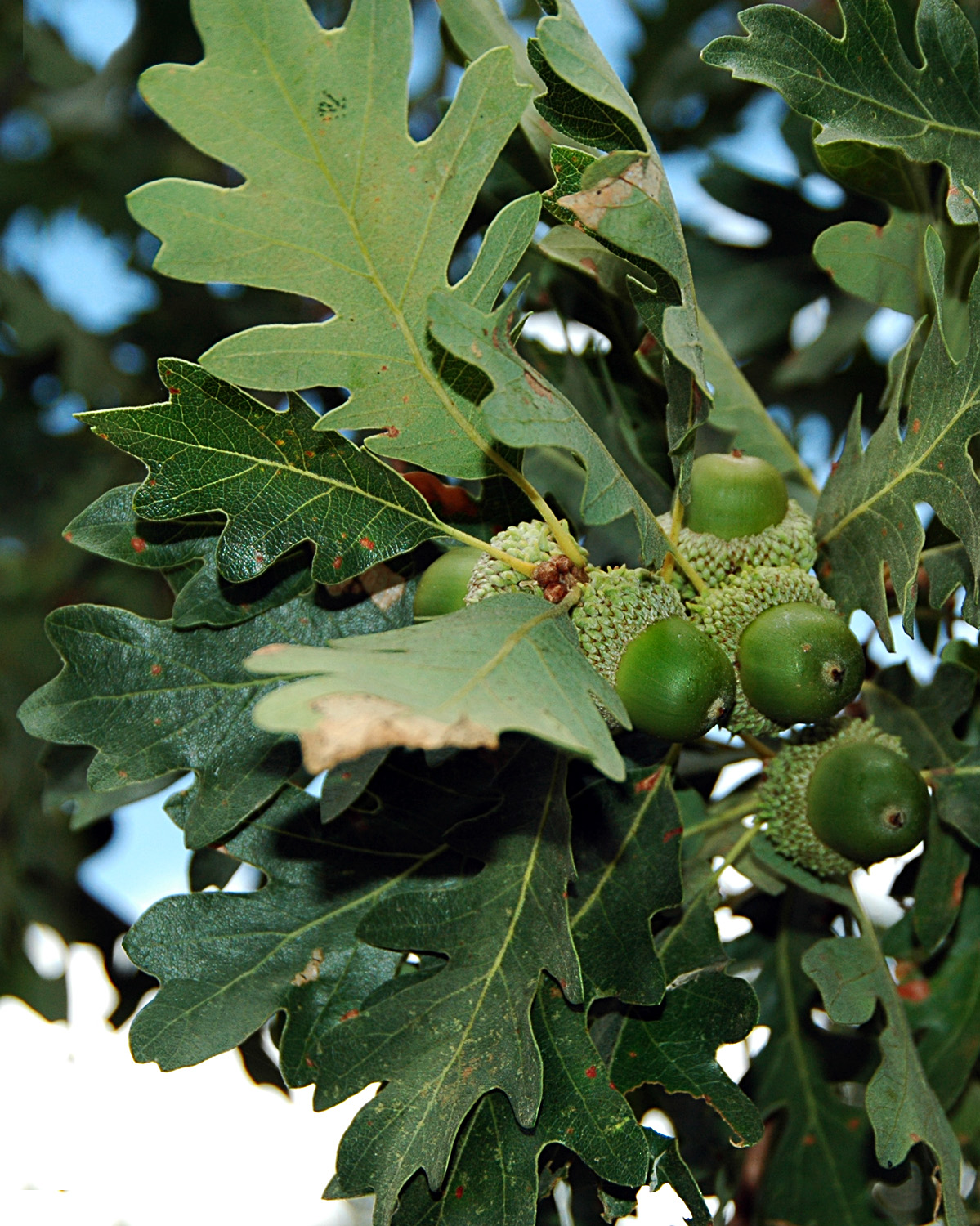
Feuilles du chêne.

La taille de l’arbre varie fortement en fonction de sa localisation. Sa hauteur varie en moyenne entre 3 et 9 mètres mais atteint occasionnellement 18 mètres. Dans des régions très difficiles, l’arbre ne dépasse par un mètre de haut et possède une forme arbustive. L’arbre se propage grâce à ses glands mais également grâce à ses racines. Son bois est très dur et ses branches ont des formes irrégulières. Celles-ci sont suffisamment flexibles pour supporter le poids de la neige durant les hivers. Les feuilles mesurent de 7 à 12 centimètres pour 4 à 6 cm de large. Elles sont profondément lobées et possède une nervure centrale. La partie supérieure est vert foncé alors que le côté inférieur est plus clair. Elles deviennent jaunes ou orange en automne tout en décorant les paysages des montagnes environnantes. Les glands mesurent 1 à 2 centimètres et sont englobés sur le tiers ou la moitié de leur longueur dans une cupule. Verts au départ, ils deviennent bruns en automne.